# Ludwigsplatz (Darmstadt)
Der Ludwigsplatz in Darmstadt ist einer der beliebtesten Plätze in der Innenstadt und Teil der Fußgängerzone.
Sein Name bezieht sich auf Ludwig I. von Hessen-Darmstadt (1753–1830), den ersten Großherzog von Hessen und bei Rhein.
Rund um den Platz gibt es zahlreiche traditionsreiche und inhabergeführte Fachgeschäfte.
Auf dem östlichen Teil des Ludwigsplatzes steht der Bismarck-Brunnen, ein 1906 erbautes Bismarckdenkmal.